# Mälar 30
Mälar 30 är en entypssegelbåt av klass mälarbåt, som konstruerades av Lage Eklund på uppdrag av Mälarens Seglarförbund. 
Den första Mälar 30:n byggdes på Schelins Varv i Kungsör 1933. Båtarna skulle vara billiga att bygga, därför byggdes skrovet och däcket i furu med ruff och sargar i mahogny. Däcket består av spontad ribbor som belades med däcksduk, en bomullsduk och målades med oljefärg. Sedan början av 1970-talet byggs även Mälar 30 i glasfiberarmerad plast. Den första Mälar 30:an i plast nr 101 beräknades och byggdes av Roy Sandgren. 
Mälar 30:an kappseglas utan spinnaker, med två eller tre "mans" besättning, båten är så rymlig att besättningen kan bo i båten mellan seglingarna. 
Mälar 30 är en svensk nationell klass, men några båtar har sålts till Finland, Danmark, Tyskland, England samt Nederländerna. Båtarna administreras av Mälarbåtsförbundet, som också administrerar båtarna Mälar 15, Mälar 22 och Mälar 25.
Mälar 30:an som har SM status, har oavbrutet seglat Svenska Mästerskap sedan 1979.